# Weißenburg in Bayern
Weißenburg in Bayern település Németországban, azon belül Bajorországban. Lakosainak száma 18 931 fő (2023. december 31.). Weißenburg in Bayern Ellingen, Höttingen, Ettenstatt, Burgsalach, Raitenbuch, Schernfeld, Pappenheim, Treuchtlingen, Alesheim és Bergen községekkel határos.

## Népesség
A település népessége az elmúlt években az alábbi módon változott:
| Lakosok száma | 7856 | 18 076 | 16 083 | 17 623 | 17 732 | 17 807 | 18 256 | 18 464 | 18 593 | 18 931 |
|               | 1925 | 1970   | 1975   | 2011   | 2013   | 2014   | 2016   | 2019   | 2021   | 2023   |

## Fekvése
Schwabachtól délre fekvő település.

## Története

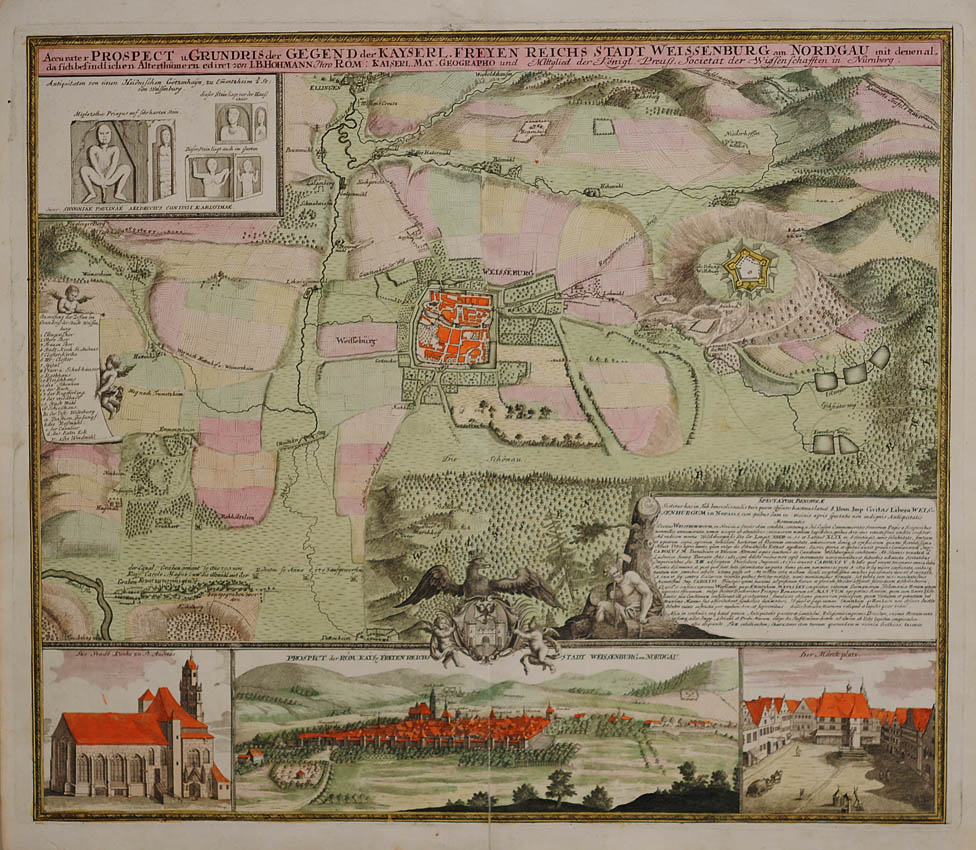

A település helyén már a rómaiak idején is jelentős település állt Birichiamis néven. A római város alapfalait feltárták, a szabadtéri romkertben láthatók.
867-ben karoling királyi székhely volt, 1339-től pedig szabad birodalmi város.
1802-ben csatolták Bajorországhoz.
A 31 bástyával tűzdelt városfal a belső őrjárti folyosón bejárható. Városkapuja az Ellinger-tor a késő középkori Németország kiemelkedően szép városkapuja. Négyszögletű, hatalmas főtornya 14. századi, az előtte levő bejárat két kis tornya és az elővédfalak a 16. század elején épültek. A város két főterét díszkutak ékesítik,  és 17-18. századi csúcsos homlokzatú házak veszik körül.
A régi Városháza épületében helytörténeti múzeum található sok római kori lelettel.

## Nevezetességek
- Városkapu
- Régi városháza (Rathaus)
- Evangélikus templom
- Weste Würzburg - Ötszögletű erődítmény

## Galéria

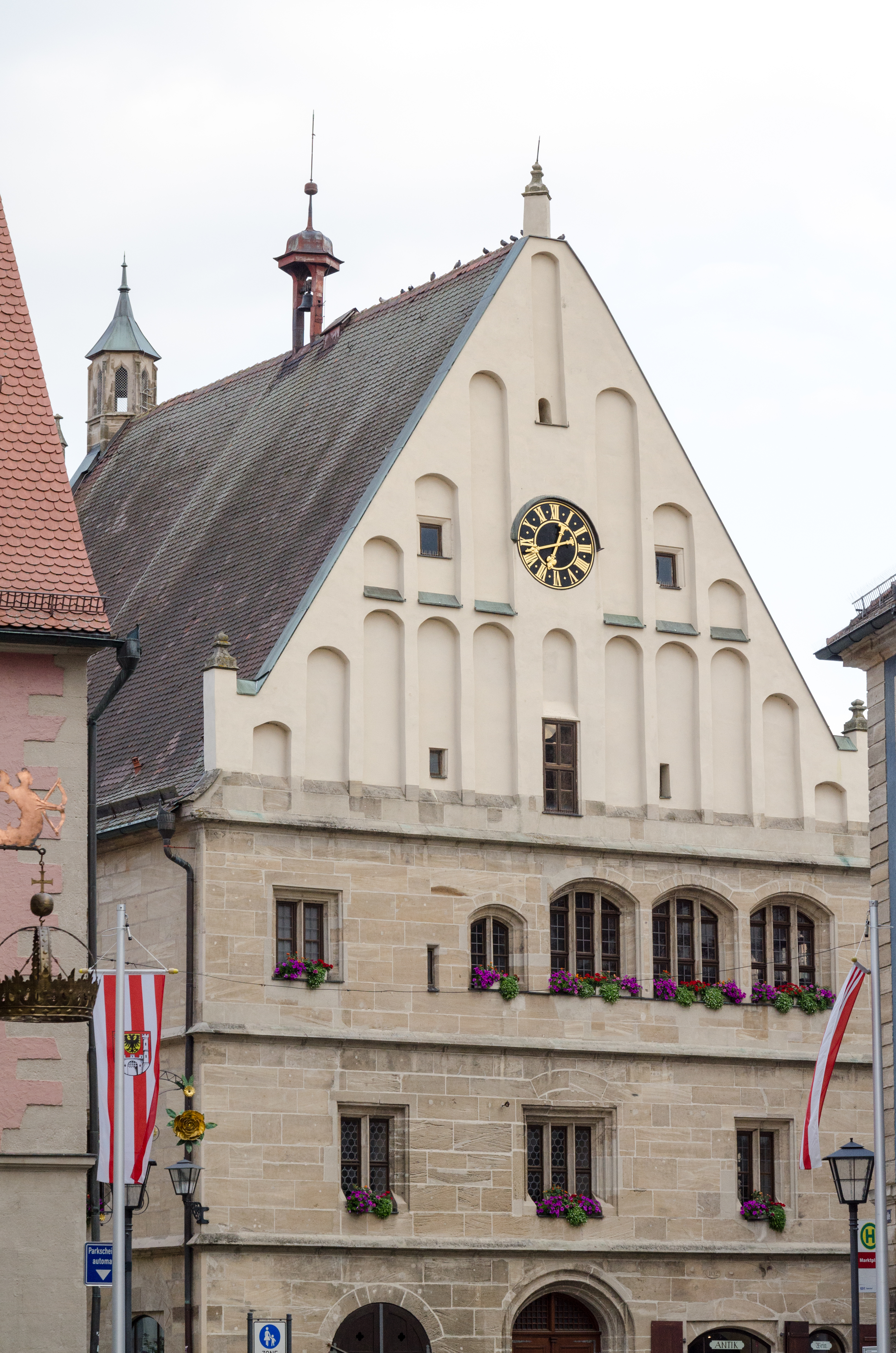
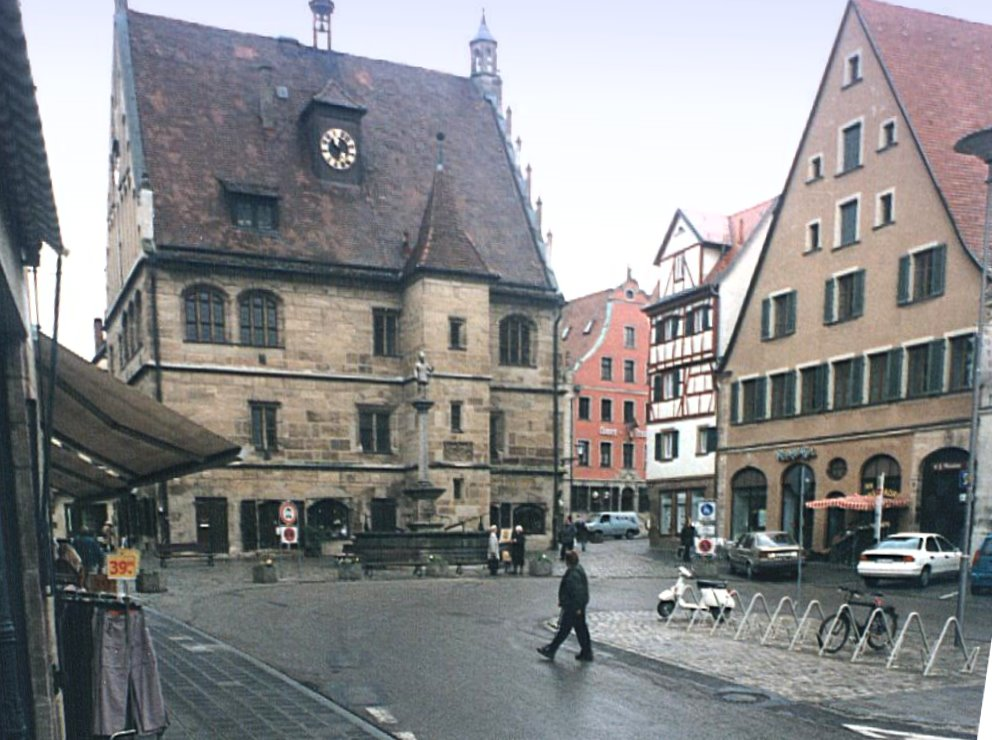
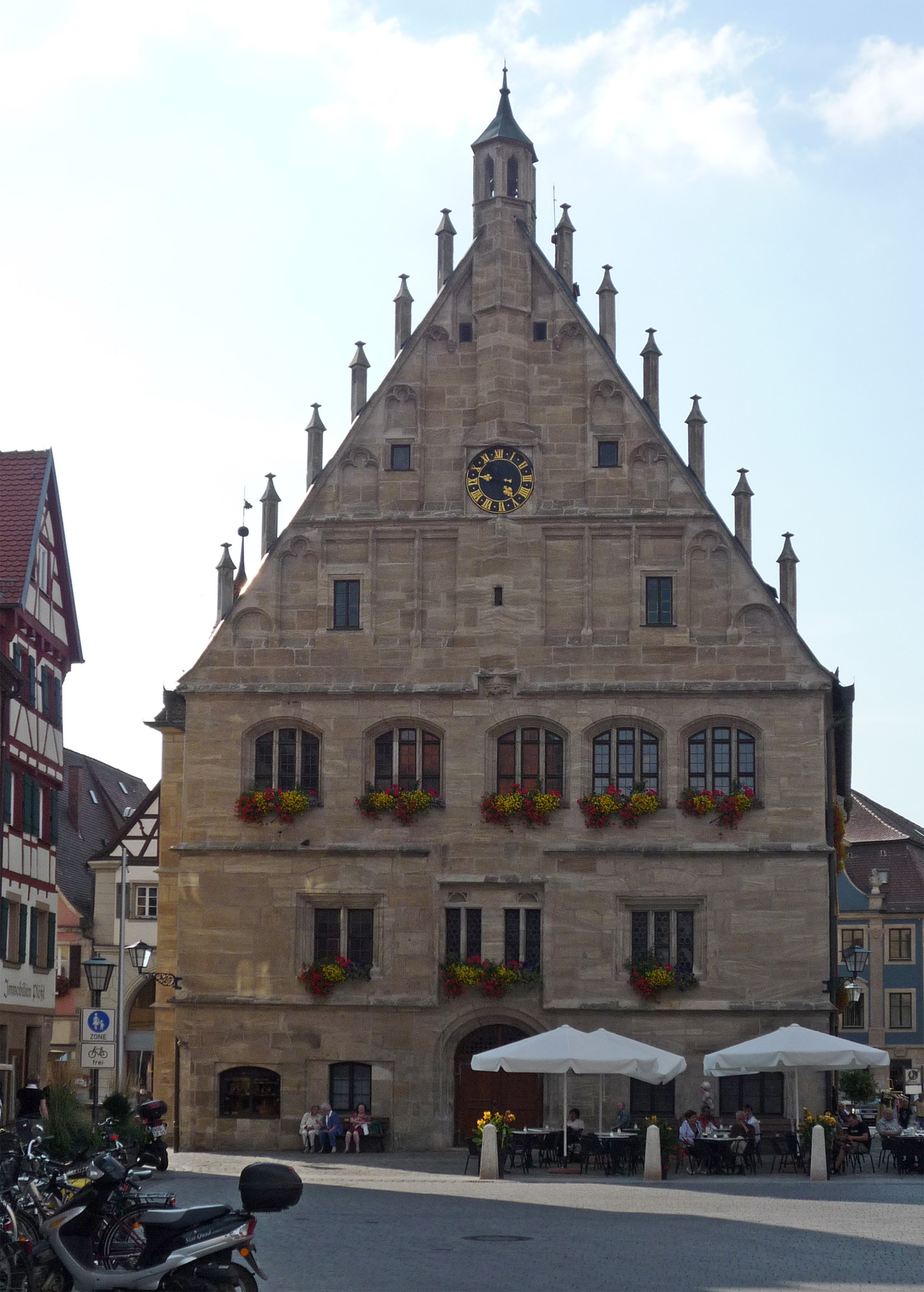
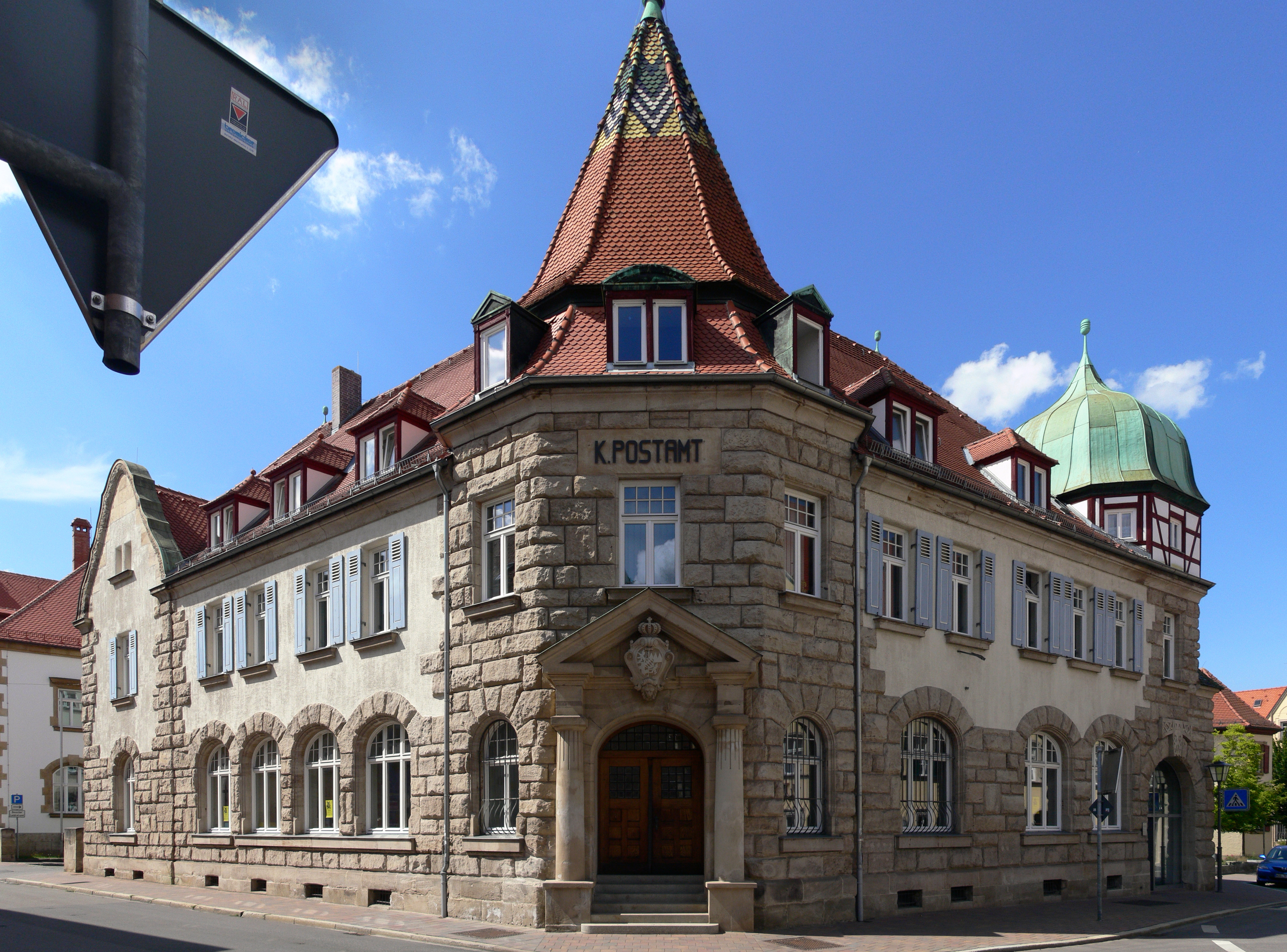
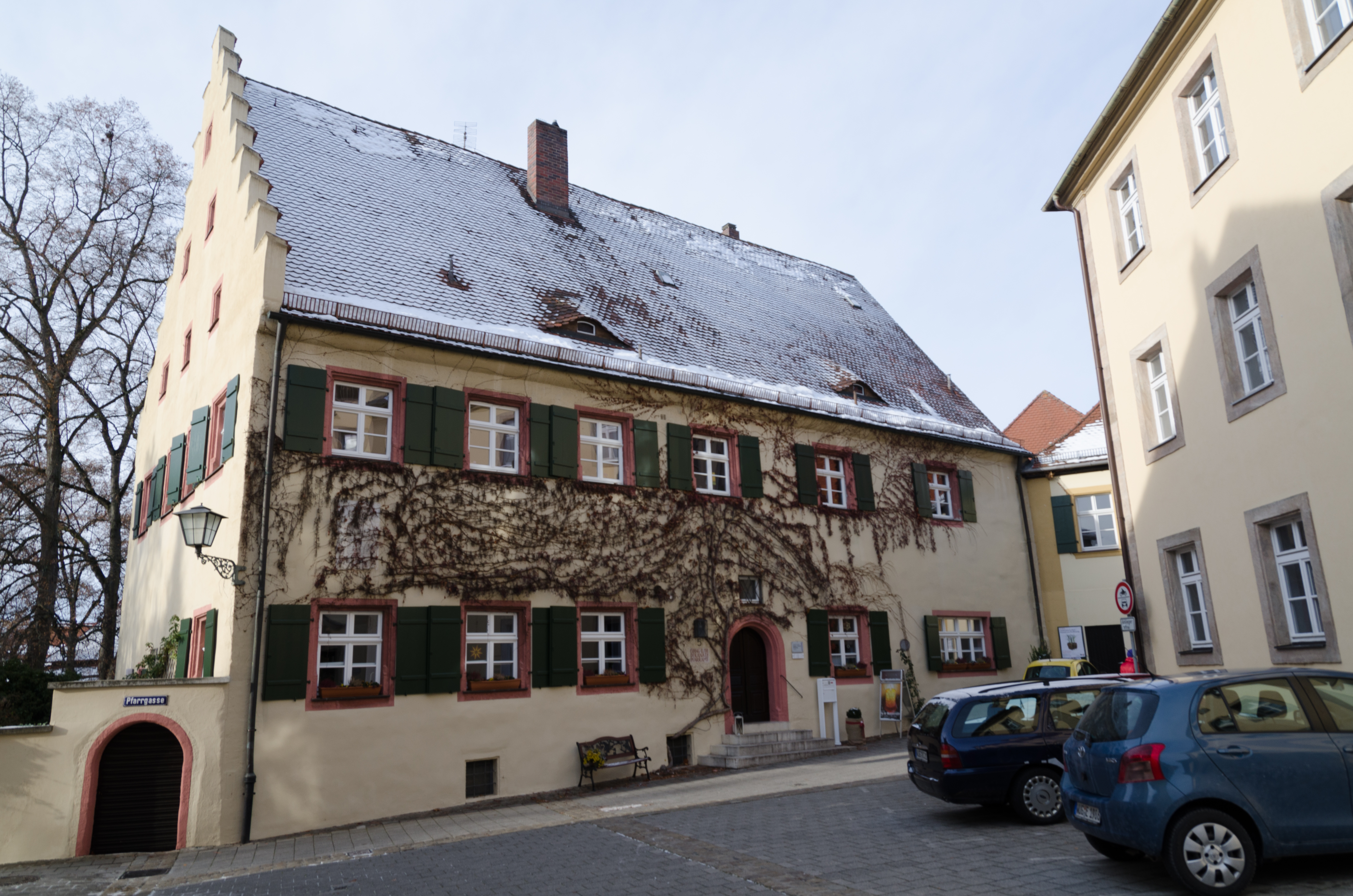
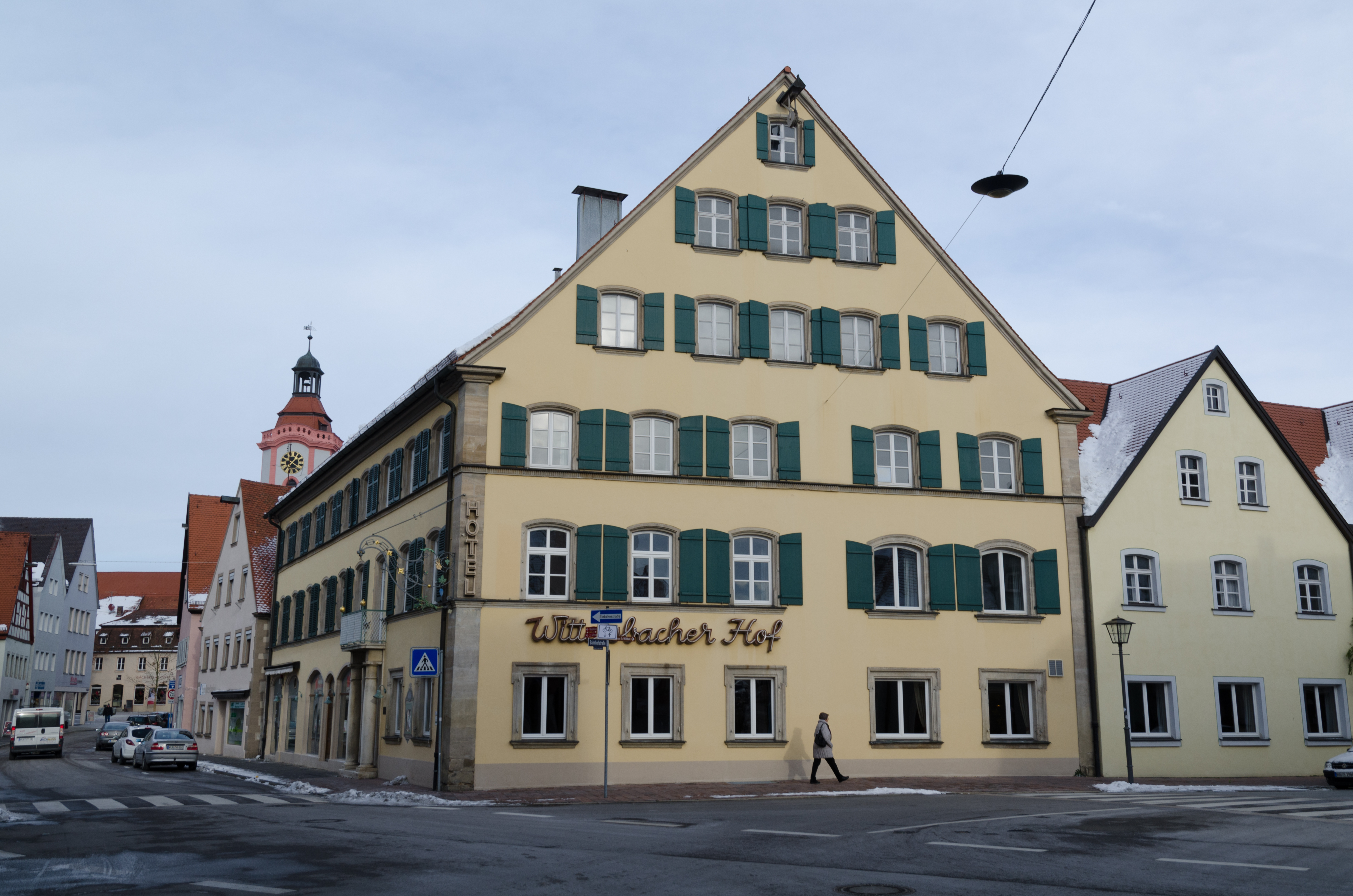
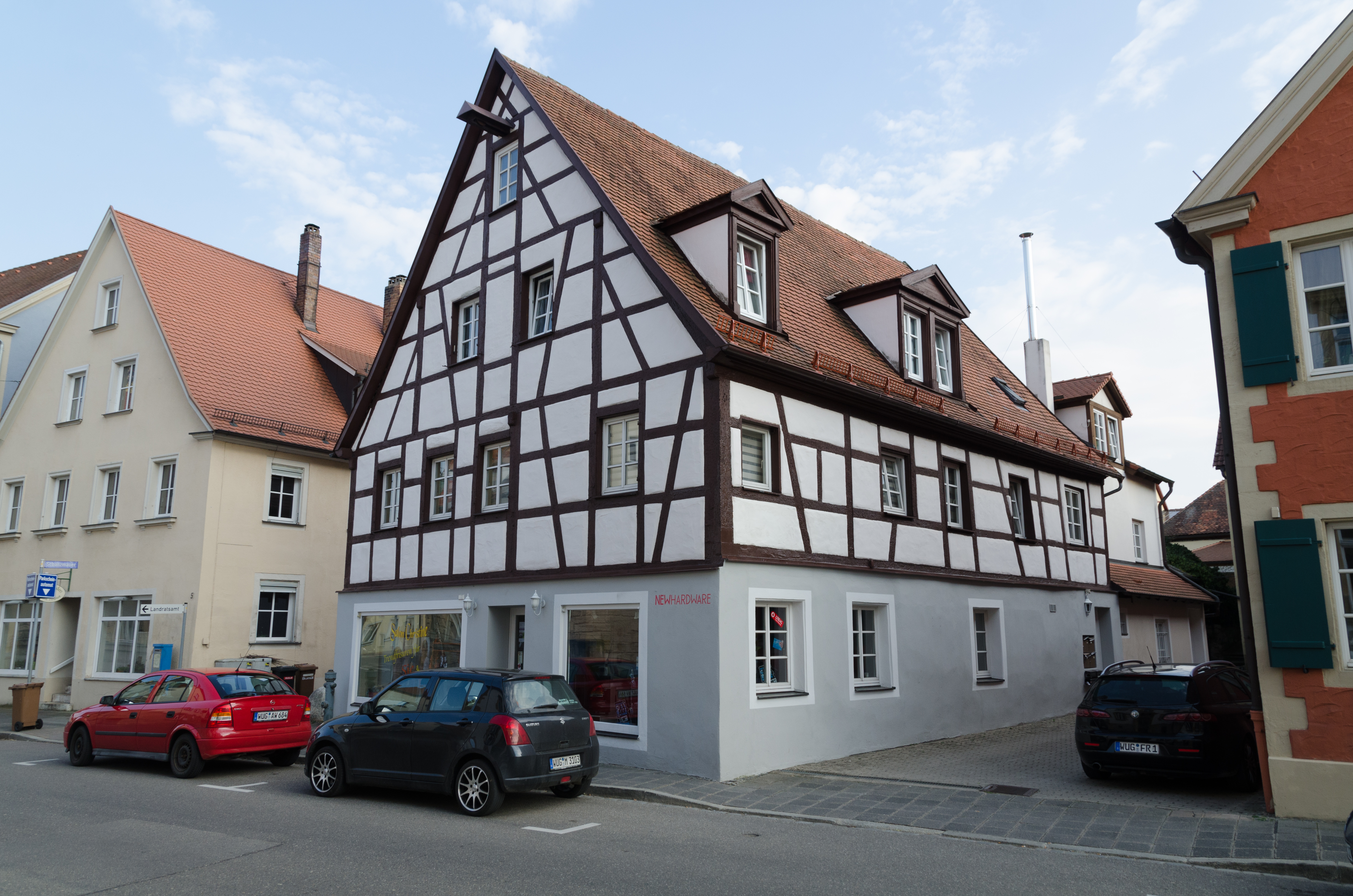
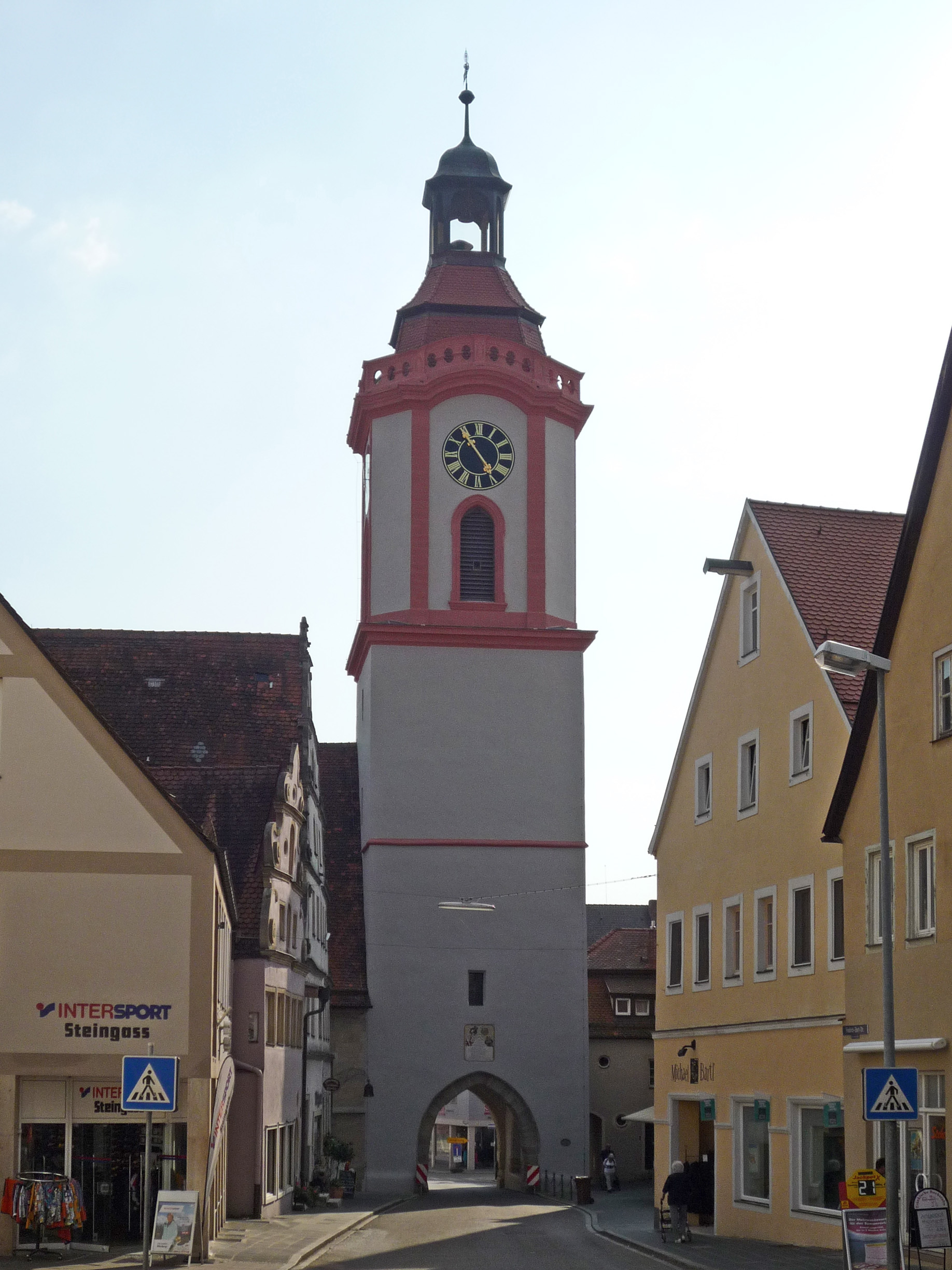
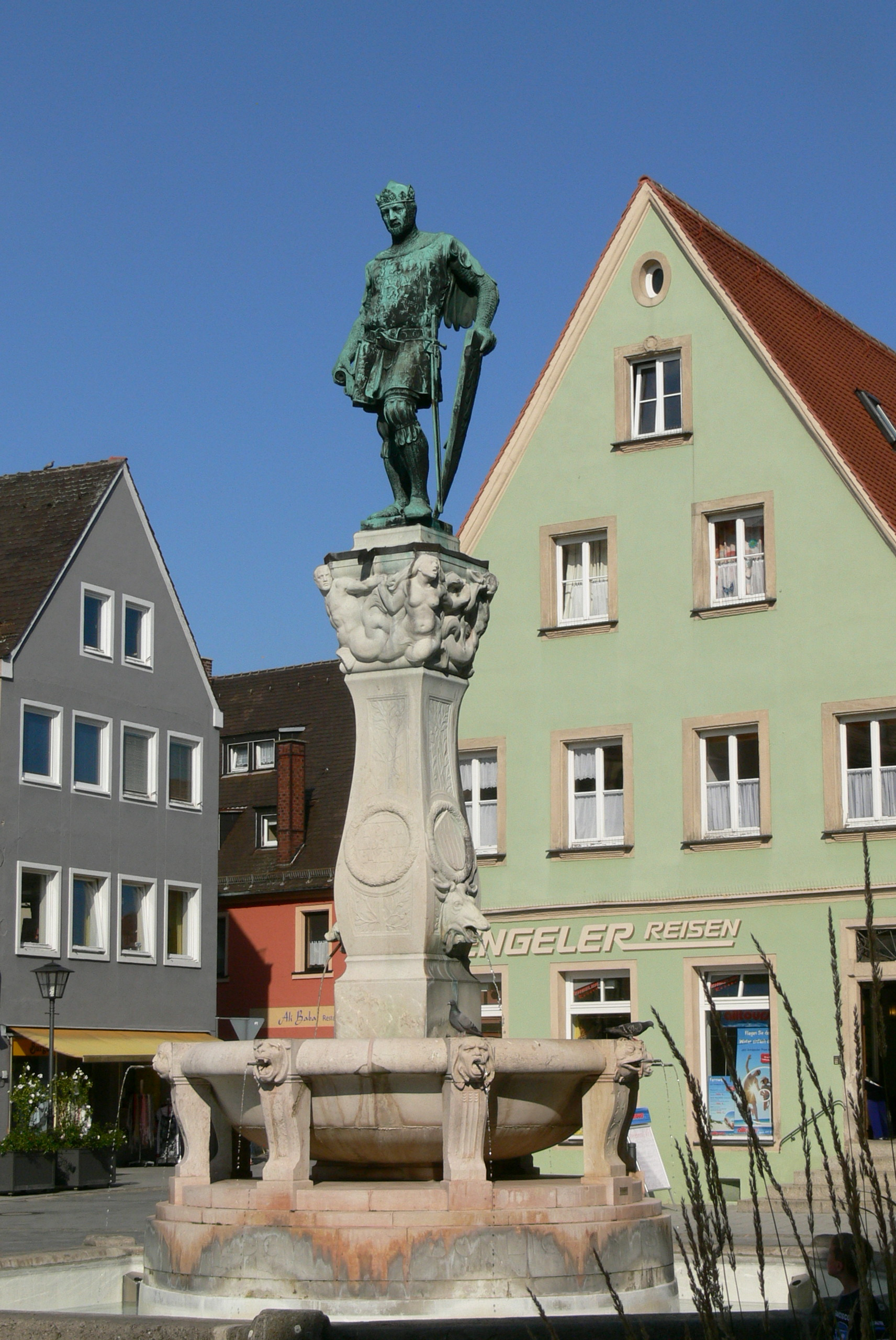
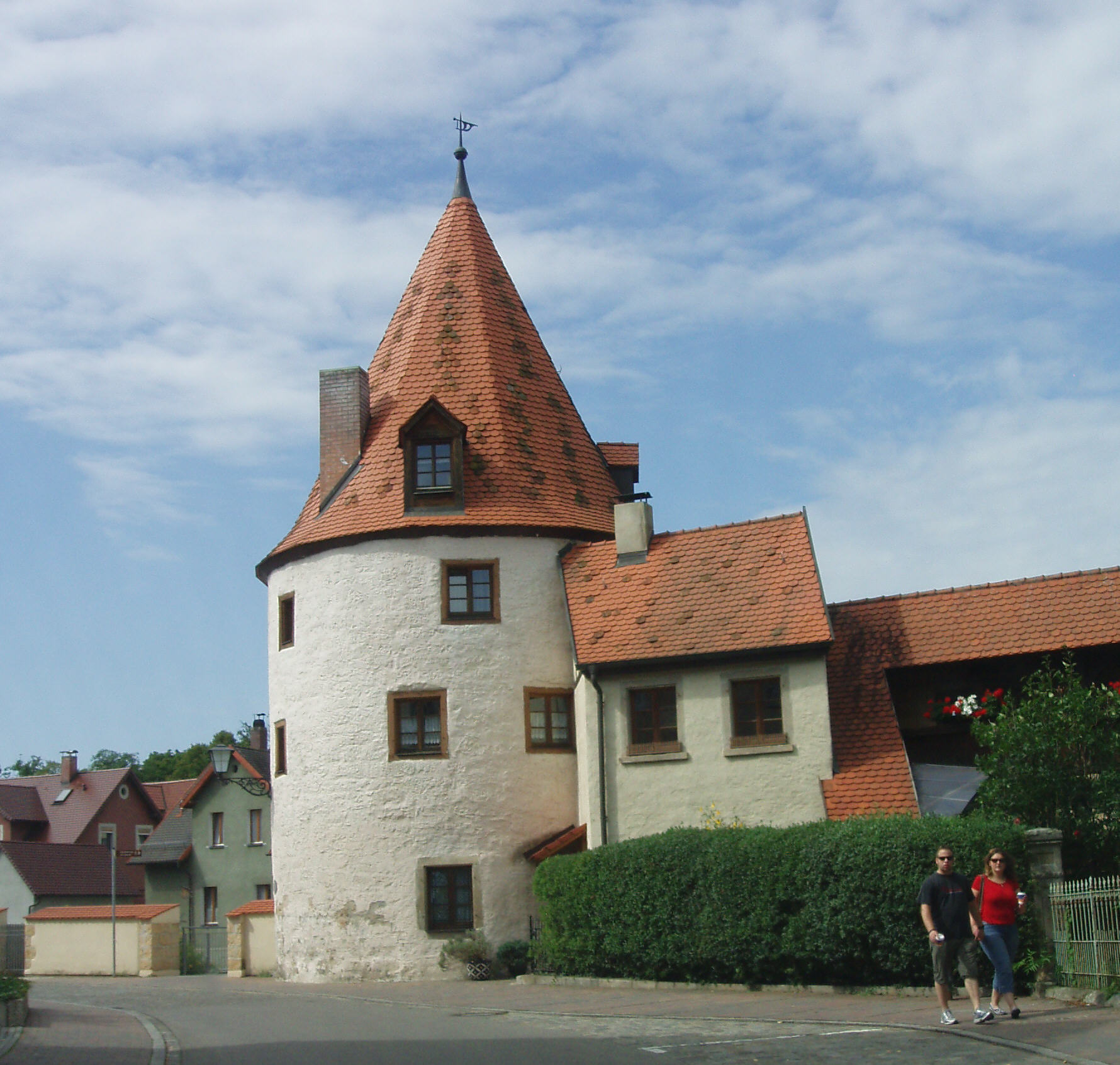